# 11350 Тереза
11350 Тереза (11350 Teresa) — астероїд головного поясу, відкритий 29 серпня 1997 року.
Тіссеранів параметр щодо Юпітера — 3,267.